# Saint-Andéol-de-Clerguemort
Saint-Andéol-de-Clerguemort – miejscowość i dawna gmina we Francji, w regionie Oksytania, w departamencie Lozère. W 2013 roku jej populacja wynosiła 99 mieszkańców. 
W dniu 1 stycznia 2016 roku z połączenia dwóch ówczesnych gmin – Saint-Andéol-de-Clerguemort oraz Saint-Frézal-de-Ventalon – utworzono nową gminę Ventalon en Cévennes. Siedzibą gminy została miejscowość Saint-Frézal-de-Ventalon. 